# Regne de Numídia
|  | Per la regió de Numidia, vegeu: Numídia |

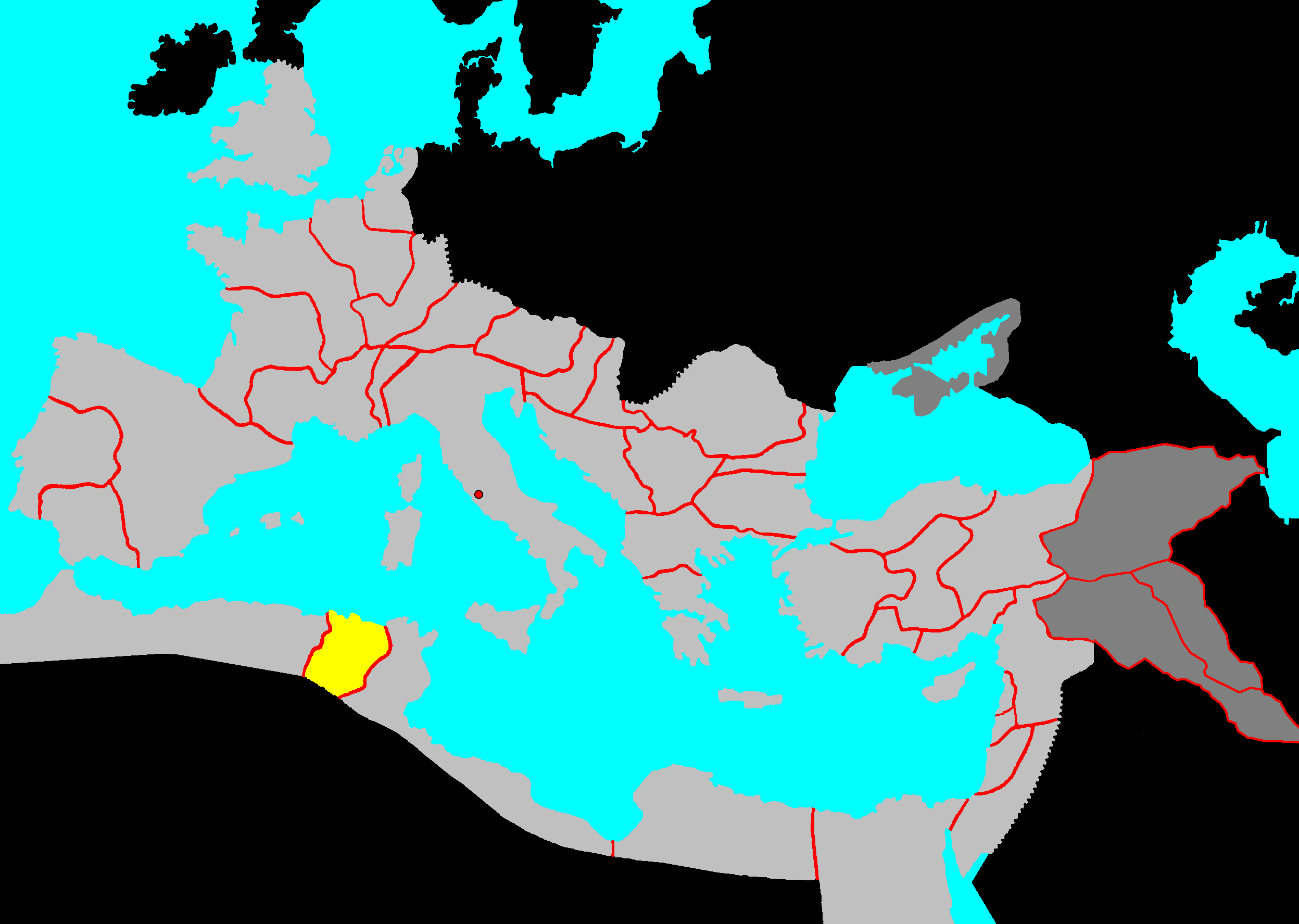
La província de Numídia en l'Imperi Romà

El Regne de Numídia va ser un estat independent i després client de Roma, que estava situat a la regió coneguda per Numídia (part de la moderna Algèria i part de Tunísia), sorgit per la unió del Regne de Numídia Oriental i el Regne de Numídia Occidental.

## Sorgiment del regne unit de Numídia
La unitat del regne la van establir els romans al final de la Segona Guerra Púnica, en la qual Masinissa I de Numídia Occidental havia estat el seu aliat i va rebre el regne oriental. Masinissa va rebre també un tros de territori cartaginès i es va estendre del Mulucha (a l'oest) fins a Cirenaica (a l'est) rodejant completament el territori de Cartago, i limitat a la zona costanera.
Masinissa I va ser el seu rei més conegut. Als 90 anys encara muntava a cavall. Aquest rei va introduir l'agricultura i les arts al seu país, i va continuar per la mateixa via el seu fill i successor Micipsa.
A la mort de Masinissa va deixar tres fills: Gulussa, Mastanabal i Micipsa, però els dos primers van morir abans de tres anys sense deixar successió legitima (Jugurta i Gauda eren fills d'una concubina) i Micipsa conegut per Filohel·len, va governar tot el país.

## Jugurta
Micipsa va morir l'any 118 aC i va deixar dos fills, Adhèrbal i Hiempsal, que van associar al tron al seu cosí Jugurta. Aquest, l'any 112 aC va assassinar Hiempsal i va obligar a Adhèrbal a fugir a Roma, on va demanar l'auxili del senat romà. Els senadors, part dels quals havien estat subornats per Jugurta, van enviar comissionats que van dividir el regne, de manera que Jugurta va obtenir la part més productiva i amb els millors guerrers. No va tardar a esclatar de nou la lluita i Jugurta va assetjar a Adhèrbal a Cirta, el va obligar a rendir-se i després el va matar cruelment.
Roma es va veure forçada a declarar la guerra a Jugurta i després de diverses alternatives la guerra es va acabar amb la captura del rei l'any 106 aC.

## Regne client
Gauda, germà de Jugurta, va ser nomenat rei i a la seva mort el 88 aC el regne va passar a Hiempsal II. Aquest va tenir alguns moments turbulents entre els anys 84 aC i 82 aC, però va regnar fins a la seva mort el 60 aC en què el va succeir el seu fill Juba I, que va prendre el partit de Gneu Pompeu. A la mort del rei l'any 46 aC, Juli Cèsar va convertir el regne en província romana.
L'any 31 aC es va restablir el regne i es va donar a Juba II, però el 25 aC els romans van canviar amb Juba II Numídia pel regne de Mauritània, i aquell territori es va declarar altre cop província romana.

## Reis de Numídia[a]

### Regne de Numídia Occidental
- Zelalsen ?
- Gayya vers 238-210 aC
- Ozalces vers 210 aC
- Capussa vers 210-207 aC
- Lacumaces vers 207-206 aC
- Masinissa I vers 210-205 aC
- a Sifax de Numídia Oriental 205-202 aC
- Masinissa I 202 aC, immediatament reconegut rei de Numídia

### Regne de Numídia Oriental
- Sifax abans de 215 aC-202 aC
- Vermina 202-201 aC
- Arcobarzanes ?
- A Massinisa I, rei de Numídia 201 aC

### Regne de Numídia
- Masinissa I 201-148 aC (des de 201 aC incorpora Numídia Oriental)
- Micipsa 148-118 (una part, des del 145 aC tot)
- Gulusa 148-145 aC (una part)
- Mastanabal 148-145 aC (una part)
- Adhèrbal 118-112 aC
- Hiempsal I 118-112 aC
- Jugurta 118-106 aC
- Gauda 106- abans del 88 aC
- Hiempsal II abans del 88- vers 84 aC
- Hiarbes vers 84-82 aC
- Masinissa II vers 82 aC
- Hiempsal II (segona vegada) vers 82-60 aC
- Juba I 60-46 aC 
  - Repartiment entre Mauritània i Sitti 46 aC
  - Publi Sitti 46-44
  - Arabió 44-33 (reunificació)
  - Annexió a Roma 33-31 aC
- Juba II (rei de Mauritània 25 aC-23 dC) vers 31-25 aC
- Annexió a Roma 25 aC
- Tacfarines (Taqpharinat) (revoltat) 17-24.